# HD 59466
HD 59466，又名CD-37 3601，SAO 198031、HR 2869，是一颗恒星，视星等为6.58，位于銀經250.66，銀緯-9.59，其B1900.0坐标为赤經7h 24m 51.7s，赤緯-37° -9.59′ 12″。